# Анет Баба Кишикули
Анет Баба Кишикули (каз. Әнет Баба) — казахський державний діяч, правник, радник Тауке-хана.

## Біографія
Закінчив Бухарське медресе. Досконало знав шаріат — звід мусульманських правових і теологічних нормативів, брав участь у складанні норм звичаєвого права «Жети жарги», що визначали основні принципи казахського феодального права. Виступав за свободу, незалежність і цілісність рідного краю, за єдність і згуртованість народу. За ці благородні якості названий в народі Анет баба, що означає старійшина. Анет баба прожив довге життя. У віці 97 років він загинув разом з п'ятьма синами в народно-визвольній боротьбі проти джунгарських загарбників.

## Діяльність
Анет баба Кішікули, в свою епоху прозваний «бієм всіх біями», був великим ученим, державним діячем, видатною історичної особистістю, яка внесла гідний внесок в розробку правових актів юриспруденції на зорі казахської державності. Йому дано прізвисько «бій над усіма біями». Така висока оцінка і почесть давалася тому, хто закінчив Бухарське наукове медресе і освоїв повний курс з 12 предметів, в тому числі по «мусульманських традиціях і звичаях», «юридичному праву». Ставши великим ученим, він повинен був виховати кількох молодих біїв, благословивши їх на праведний шлях. Сам же він повинен був бути мудрим і справедливим бієм, користуватися великим авторитетом не тільки у простого народу, а й у вищих колах влади.
Він строго керувався правилами правового документа «Жети жарги», приймав рішення з виникаючих в той час великим суперечок і розбіжностей. На підставі положень «Жети жарги» він давав оцінки дипломатичним відносинам у внутрішній і зовнішній політиці Казахської орди.
Анет баба був безпосереднім духовним наставником трьох поважних біїв серед казахів: Толе бі Алібекули, Казибек бі Келдібекули, Айтеке бі Байдібекули. Він вчив їх бути захисниками істини і ворогами несправедливості, був для них великим вихователем, мудрим учителем, «старшим братом». Свого часу батири й оратори отримували благословення у відомих біїв. Так, Шакшакули Жанібек отримав його від Толі бі, а Датули Сирим від Малайсари, це рівноцінно до атестата зрілості від наставників.